# Elysius agatha
Elysius agatha är en fjärilsart som beskrevs av William Schaus 1924. Elysius agatha ingår i släktet Elysius och familjen björnspinnare. Inga underarter finns listade i Catalogue of Life.